# Clinidium
Clinidium is een geslacht van kevers uit de familie van de loopkevers (Carabidae). De wetenschappelijke naam van het geslacht is voor het eerst geldig gepubliceerd in 1830 door Kirby.

## Soorten
Het geslacht Clinidium omvat de volgende soorten:
- Clinidium alleni R.T. & J.R. Bell, 1985
- Clinidium apertum Reitter, 1880
- Clinidium argus R.T. & J.R. Bell, 1985
- Clinidium ashei R.T. & J.R. Bell, 2009
- Clinidium baitense R.T.Bell, 1970
- Clinidium baldufi Bell, 1970
- Clinidium balli R.T. & J.R. Bell, 1985
- Clinidium beccarii Grouvelle, 1903
- Clinidium bechyneorum R.T. & J.R. Bell, 1985
- Clinidium blomi R.T.Bell, 1970
- Clinidium boroquense R.T.Bell, 1970
- Clinidium brusteli R.T. & J.R. Bell, 2009
- Clinidium calcaratum LeConte, 1875
- Clinidium canaliculatum O.G.Costa, 1839
- Clinidium cavicolle Chevrolat, 1873
- Clinidium centrale Grouvelle, 1903
- Clinidium championi R.T. & J.R. Bell, 1985
- Clinidium chandleri R.T. & J.R. Bell, 2009
- Clinidium chevrolati Reitter, 1880
- Clinidium chiolinoi R.T.Bell, 1970
- Clinidium corbis R.T.Bell, 1970
- Clinidium crater R.T. & J.R. Bell, 1985
- Clinidium curvatum R.T. & J.R. Bell, 1985
- Clinidium curvicosta Chevrolat, 1873
- Clinidium darlingtoni R.T.Bell, 1970
- Clinidium dormans R.T. & J.R. Bell, 1985
- Clinidium dubium Grouvelle, 1903
- Clinidium dux R.T. & J.R. Bell, 2009
- Clinidium erwini R.T. & J.R. Bell, 2009
- Clinidium excavatum R.T. & J.R. Bell, 1985
- Clinidium extrarium R.T. & J.R. Bell, 1978
- Clinidium felix R.T. & J.R. Bell, 2009
- Clinidium foveolatum Grouvelle, 1903
- Clinidium gilloglyi R.T. & J.R. Bell, 2000
- Clinidium granatense Chevrolat, 1873
- Clinidium guatemalenum Sharp, 1899
- Clinidium guildingii Kirby, 1830
- Clinidium haitiense R.T.Bell, 1970
- Clinidium halffteri R.T. & J.R. Bell, 1985
- Clinidium hammondi R.T. & J.R. Bell, 1985
- Clinidium howdenorum R.T. & J.R. Bell, 1985
- Clinidium humboldti R.T. & J.R. Bell, 1985
- Clinidium humeridens Chevrolat, 1873
- Clinidium humile R.T. & J.R. Bell, 1985
- Clinidium impressum R.T. & J.R. Bell, 1985
- Clinidium incis R.T.Bell, 1970
- Clinidium insigne Grouvelle, 1903
- Clinidium integrum Grouvelle, 1903
- Clinidium iviei R.T. & J.R. Bell, 1985
- Clinidium jamaicense Arrow, 1942
- Clinidium jolyi R.T. & J.R. Bell, 1985
- Clinidium kochalkai R.T. & J.R. Bell, 1985
- Clinidium mareki Hovorka, 1997
- Clinidium marginicolle Reitter, 1889
- Clinidium mathani Grouvelle, 1903
- Clinidium mexicanum Chevrolat, 1873
- Clinidium microfossatum R.T. & J.R. Bell, 1985
- Clinidium moldenkei R.T. & J.R. Bell, 1985
- Clinidium newtoni R.T. & J.R. Bell, 1985
- Clinidium onorei R.T. & J.R. Bell, 2000
- Clinidium pala R.T. & J.R. Bell, 1985
- Clinidium penicillatum R.T. & J.R. Bell, 1985
- Clinidium pilosum Grouvelle, 1903
- Clinidium planum Chevrolat, 1844
- Clinidium reyesi R.T. & J.R. Bell, 1987
- Clinidium rojasi Chevrolat, 1873
- Clinidium rosenbergi R.T.Bell, 1970
- Clinidium rossi R.T.Bell, 1970
- Clinidium sculptile (Newman, 1838)
- Clinidium segne R.T. & J.R. Bell, 1985
- Clinidium simplex Chevrolat, 1873
- Clinidium smithsonianum R.T. & J.R. Bell, 1985
- Clinidium spatulatum R.T. & J.R. Bell, 1985
- Clinidium sulcigaster R.T.Bell, 1970
- Clinidium talamanca R.T. & J.R. Bell, 2009
- Clinidium trionyx R.T. & J.R. Bell, 1985
- Clinidium triplehorni R.T. & J.R. Bell, 1985
- Clinidium valentinei R.T.Bell, 1970
- Clinidium validum Grouvelle, 1903
- Clinidium veneficum Lewis, 1888
- Clinidium whiteheadi R.T. & J.R. Bell, 1985
- Clinidium xenopodium R.T.Bell, 1970